# Rafaelovska glava koja eksplodira
Rafaelovska glava koja eksplodira (фр. Tête raphaélesque éclatée) umetničko je delo (ulje na platnu), katalonskog i španskog nadrealiste Salvadora Dalija (Salvador Felipe Jacinto Dalí Domènech; 1904—1989) nastalo 1951. godine. Delo se nalazi u privatnoj kolekciji Stead H. Stead Ellis Collection, Somerset., Velika Britanija.

## Nadrealizam Salvadora Dalija
Salvador Dali jedan je od najznačajnijih umetnika 20. veka, koga često nazivaju i velikim majstorom nadrealizma. Ovaj slavni slikar je čitavog života verovao u svoju posebnost, govoreći za sebe da je jedina razlika iymeđu ludaka i njega ta što on nije lud. Zato su ga jedni smatrali genijem, dok su drugi govorili o njemu kao poremećenom egocentriku, čija dela nemaju nikakvu vrednost. Mada su ga španski likovni kritičari uvek smatrali za nadobudnog i netalentovanog šarlatana, popularnost i prodajna cena njegovih dela neprestano su rasle.
Veliki slikarski talenat koji je Salvador Dali ispoljavao još u dečačkim danima, nastavio je da razvija i uobličava u različitim umetničkim školama ali i van njih. Tokom školovanja Dali se  upoznao se radovim vrhunskih slikara kao što su Velaskez i Rafael koji su na njega izvršili veliki uticaj, Taj uticaj primetan je u kasnijim Dalijevim radovima, ali i na slici „Rafaelovska glava koja eksplodira“. 
Salvador Dali je posebnu pažnju posvetio i avangardnim pokretima kao što je „Dada“. U Parizu se upoznao sa Pablom Pikasom, pod čijim uticajem je naslikao nekoliko dela. U ovom periodu, Dali je već eksperimentisao sa impresionizmom, futurizmom i kubizmom, u stalnoj potrazi za sopstvenim umetničkim izrazom. Dalijeva umetnička dela pokazala su da je on jedan od najkreativnijih slikara svog vremena. 
Česta tematika na Dalijevim slikama je svet prostora, pijanstva, groznice i religije.
U Parizu (središtu umetničkih dešavanja dvadesetih godina dvadesetog veka), Dali se upoznao sa slikarima  Reneom Magritom, Huanom Miroom i pesnikom Polom Elijarom sa kojima je započeo svoje stvaralaštvo u oblasti nadrealizma. Nadrealistički svet snova i podsvesti, prožet poznavanjem Frojdovih psihoanalitičkih teorija, Dali je pretvorio u vizuelni izraz na svojim delima.

## Preduslovi
Društveno-politička klima četrdesetih i pedesetih godina 20. veka odvijala se pod velikim uticajem Drugog svetskog rata. Ta klima u velikoj meri podsvesno je  uticala i na Dalija, ispunjavajući ga dubokim osećajem tuge i uznemiranosti.
Atomske bombe bačene na Hirošimu i Nagasaki, potresno su delovale na Salvadora Dalija, i podstakle ga na razmišljanje o atomu koji po njegovim rečima: „postaje njegova omiljena hrana za razmišljanje“. Ovim događajem započeo je takozvani „Atomski period“ Dalijevog slikarstva u kome se on eksperimentalno bavio cepanjem i rekonstruisanjem slike.

## Opis slike
U ulju na platnu dimenzije 43,20 x 33,10 cm, „Rafaelovska glava koja eksplodira“ uočljiva je Dalijeva ideja cepanja (razaranja) slike. Kroz lik Madone, može se prepoznati „Rafaelova Madona“, ali i kupola rimskog Panteona (koji ujedno čini gornji deo Madonine glave),  kroz čiji vrh, na kome se nalazi otvor, svetlost prodire u glavu Madone. 
| „ | Jukstapozicija dva prepoznatljiva simbola: Bogorodice, kao predstave hrićanstva i Panteona, paganskog hrama otkriva nam Dalijevo razmišljanje o religiji, ali i njegovu fasciniranost Renesansom. | ” |

Salvador Dali je uživao da stvara ove, takozvane, duple slike, tako da od interesovanja i ličnosti, onoga ko sliku posmatra, u značajnoj meri zavisisi šta će na njoj videti: da li će to biti Panteon i Rim ili Devica Marija i Rafael...percepcija posmatrača dosta govori o njegovoj ličnosti, o njegovoj paranoji, kako ju je sam umetnik nazivao.
| „ | Nauka i modernost takođe čine krucijalne elemente ovog dela. Nije samo naziv dela taj koji aludira na kosmos i modernost, već i sama predstava Madone. Dalija je u periodu posle Drugog svetskog rata posebno interesovala nuklearna fizika, specifično kreiranje atomske bombe i cepanje atoma što se može primetiti u raščlanjivanju Madonine glave u atomske čestice. U vrhu slike, iznad glave Device primećujemo oreol koji u kombinaciji sa tragovima oblaka u velikoj meri podseća na fotografije atomskih bombi bačenih na Hirošimu i Nagasaki 1945. godine...Posmatrajući ovo delo počinjemo postavljati pitanja o svetu u kome je umetnik živeo, ali i o našem svetu, a pre svega o sopstvenom poimanju tog sveta, realnosti koja nas okružuje, ali i unutrašnjeg sveta koji svako od nas skriva u sopstvenom umu. | ” |

Ovo delo Salvadora Dalija, intrigira ljubitelje njegove umetnosti na više načina:
- Otkriva Dalijev svet snova i podsvesti,
- Uvodi posmatraca u dubine nadrealizma
- Prikazuje jedinstvo različitih interesovanja umetika: zanimanje za nuklearnu fiziku, razmišljanja o religiji i ljubav prema Renesansi.

## Literatura
- Robert Descharnes, Salvador Dali, Nouvelles éditions françaises, 1987 Document utilisé pour la rédaction de l’article
- Robert Descharnes et Gilles Néret, Dali : Œuvre peint, Taschen, 2001 ( 3-8228-1208-0) Document utilisé pour la rédaction de l’article

## Spoljasnje veze
- Salvador Dali Art Gallery
- Salvador Dali, slike
- Salvador Dali, Skulpt skulpture
- Delo Salvadora Dalija
- Biografija Salvadora Dalija